# Grandview (Iowa)
Grandview és una població dels Estats Units a l'estat d'Iowa. Segons el cens del 2000 tenia 600 habitants.

## Demografia
Segons el cens del 2000, Grandview tenia 600 habitants, 204 habitatges, i 157 famílies. La densitat de població era de 1.219,3 habitants/km².
Dels 204 habitatges en un 44,1% hi vivien nens de menys de 18 anys, en un 58,3% hi vivien parelles casades, en un 14,7% dones solteres, i en un 23% no eren unitats familiars. En el 18,6% dels habitatges hi vivien persones soles el 7,8% de les quals corresponia a persones de 65 anys o més que vivien soles. El nombre mitjà de persones vivint en cada habitatge era de 2,94 i el nombre mitjà de persones que vivien en cada família era de 3,28.
Per edats la població es repartia de la següent manera: un 32% tenia menys de 18 anys, un 9,3% entre 18 i 24, un 30% entre 25 i 44, un 18,7% de 45 a 60 i un 10% 65 anys o més.
L'edat mediana era de 33 anys. Per cada 100 dones de 18 o més anys hi havia 88 homes.
La renda mediana per habitatge era de 37.625 $ i la renda mediana per família de 38.500 $. Els homes tenien una renda mediana de 35.682 $ mentre que les dones 20.417 $. La renda per capita de la població era de 17.152 $. Entorn del 7,5% de les famílies i el 10,1% de la població estaven per davall del llindar de pobresa.

## Poblacions properes
El següent diagrama mostra les poblacions més properes.